# Sony Xperia 1
Sony Xperia 1 — це Android смартфон, який продається та виробляється Sony Mobile. Цей пристрій, який є частиною флагманської серії Xperia, було анонсовано громадськості на прес-конференції, що відбулася на щорічному заході Mobile World Congress 2019, 25 лютого 2019 року. Це перший смартфон Sony із надшироким 4K HDR OLED-дисплеєм із співвідношенням сторін 21:9, який отримав назву CinemaWide, і першою системою камер Sony з потрійним об'єктивом із технологією відстеження очей Eye AF, яка в компанії зустрічається в лінійці камер професійного рівня Alpha. Пізніше до Xperia 1 приєднався більш компактний варіант, Xperia 5, який був представлений 5 вересня 2019 року. У порівнянні з Xperia 1, Xperia 5 має менший екран 1080p, меншу батарею та нецентралізований модуль камери.
25 жовтня 2019 року ексклюзивно в Японії була випущена дещо перероблена версія Sony Xperia 1 під назвою Sony Xperia 1 Professional Edition (J9150),  яка в основному продається з розблокованою SIM-картою і, на відміну від моделей оператора лише для Японії, має функцію гібридного слота для двох SIM-карт і внутрішній накопичувач ємністю 128 ГБ, як у моделей J8110, J8170 і J9110. Модель J9150, однак, не підтримує стандарт мобільного телебачення 1seg, а також Mobile FeliCa і Osaifu-Keitai, на відміну від згаданих моделей лише для оператора.

## Дизайн
Xperia 1 розроблений на основі нового дисплея зі співвідношенням сторін 21:9, переробки попереднього дизайну «Ambient Flow», який можна було побачити в Xperia XZ3. Він складається з корпусу з алюмінієвого сплаву серії 7000, який має вигнуті краї навколо пристрою, стійкої до подряпин передньої панелі 2.5D та зігнутих задніх скляних панелей з Corning Gorilla Glass 6, що забезпечує більш квадратний, але симетричний дизайн, що нагадує класичну мову дизайну «OmniBalance» старих флагманів Xperia Z-серії. Найбільш визначальною зміною в Xperia 1, як і в тріо Xperia XZ2 і XZ3, є розміщення камери на задній панелі. Він вирівняний по центру у верхній половині пристрою, а не у верхній лівій частині, як у попередніх пристроях Xperia. Антена NFC розташована з лівого боку нової системи камер з потрійними об’єктивами, розміщена у піднятому модулі з хромованими скошеними краями, що оточують його, разом із датчиком кольору (RGBC-IR) і єдиним світлодіодним спалахом вгорі.
На передній панелі розміщений надширокий 4K HDR OLED-дисплей діагоналлю 6,5 дюйма (170 мм) з невеликими вигнутими кутами та дуже мінімальними рамками з обох боків, а також значно тонкими (порівняно з XZ3), але асиметричні верхня та нижні рамки. На верхній панелі розташовані динамік, який працює як частина гібридної установки з подвійним стереодинаміком, фронтальна камера на 8 Мп, датчик навколишнього освітлення та наближення та світлодіодний індикатор сповіщень. Гібридний лоток SIM-карти розташований у верхній частині пристрою з герметичною кришкою, яка висувається для додаткового захисту від проникнення. Нижня рамка значно зменшилася і стала порожньою, без логотипу компанії, а друга частина стереодинаміка відсунута до нижньої частини разом із єдиним портом USB Type-C та основним мікрофоном.
Датчик відбитків пальців тепер переставлено на праву сторону пристрою, як і в попередніх пристроях серії XZ, і тепер він доступний навіть на ринку США. Це можливо, частково тому, що кнопка живлення тепер окрема. Щоб пом’якшити цю проблему, сканер тепер постійно працює. Прямо над сканером відбитків пальців розташована кнопка регулювання гучності, а під кнопкою живлення біля нижнього краю розташована двоступенева кнопка спуску затвора камери, який на момент виходу телефону, рідко зустрічався і з тих пір є унікальною частиною пристроїв Xperia. 
Розміри Xperia 1 становлять 167 мм (6,6 дюйма) у висоту, з шириною 72 мм (2,8 дюйма) і товщиною 8,2 мм (0,32 дюйма) і вагою приблизно 178 г (6,3 унції). Він має рейтинг IP65/IP68, захищений від пилу та води до 1,5 м протягом 30 хвилин. Пристрій поставляється в 4 кольорах: чорний, білий, сірий і на деяких ринках фіолетовий.
|               |
| Задня сторона |

|                 |
| Передня сторона |

## Технічні характеристики

### Апаратне забезпечення
Xperia 1 оснащений чипсетом Qualcomm Snapdragon 855, побудованим за 7-нм техпроцесом з 8 процесорами Kryo 485 у конфігурації 1 + 3 + 4 (1x 2,84 ГГц Gold Prime, 3x 2,42 ГГц Gold і 4x 1,8 ГГц), 6 ГБ оперативної пам’яті LPDDR4X і Adreno 640 для відтворення графіки. Присутній вибір на 64 ГБ (моделі SO-03L, SOV40 і 802SO) або 128 ГБ (моделі J8110, J8170, J9110 і J9150) внутрішньої пам’яті UFS 2.1 і поставляється у версіях з однією або гібридною двома SIM-карти залежно від регіонів, обидва мають 5CA LTE Cat.19 зі швидкістю завантаження до 1,6 Гбіт/с. Він також має карту microSD об’ємом до 512 ГБ за допомогою гібридного слота 2-х SIM.

### Дисплей
Xperia 1 демонструє 6,5 дюймів (170 мм) 4K HDR OLED-дисплей із співвідношенням сторін 21:9, офіційно названий CinemaWide, з роздільною здатністю 1644 x 3840 пікселів і щільністю пікселів 643 ppi. Таке співвідношення сторін було раніше у LG New Chocolate (BL40). У більш практичному підході роздільна здатність дисплея при регулярному використанні та лише в інтерфейсі становить 420 ppi, що все ще вважається чітким і особливо вигідно для акумулятора. Повна роздільна здатність 4K вмикається автоматично лише тоді, коли на екрані відображається сумісний вміст.
Xperia 1 також має нову загальносистемну функцію налаштування кольору, яка називається «Режим Творця», поряд із режимами «Стандартний» та «Супер-яскравий». Після активації Xperia 1 намагається відображати точні кольори якомога ближче до початкових намірів творця вмісту. Він має сертифікат BT-2022 для HDR, який є більш універсальним, ніж HDR10. Сам дисплей підтримує широкий колірний простір ITU-R BT.2020m, а також DCI P3 і Illuminant D65. Однак для використання цієї функції потрібно, щоб джерело було закодовано з належною інформацією про колір. Пристрій також має новий рушій X1 for mobile, запозичений з їх лінійки телевізорів BRAVIA, оптимізуючи вміст, який не був створений для високої контрастності та палітри кольорів OLED-панелі.

### Камера

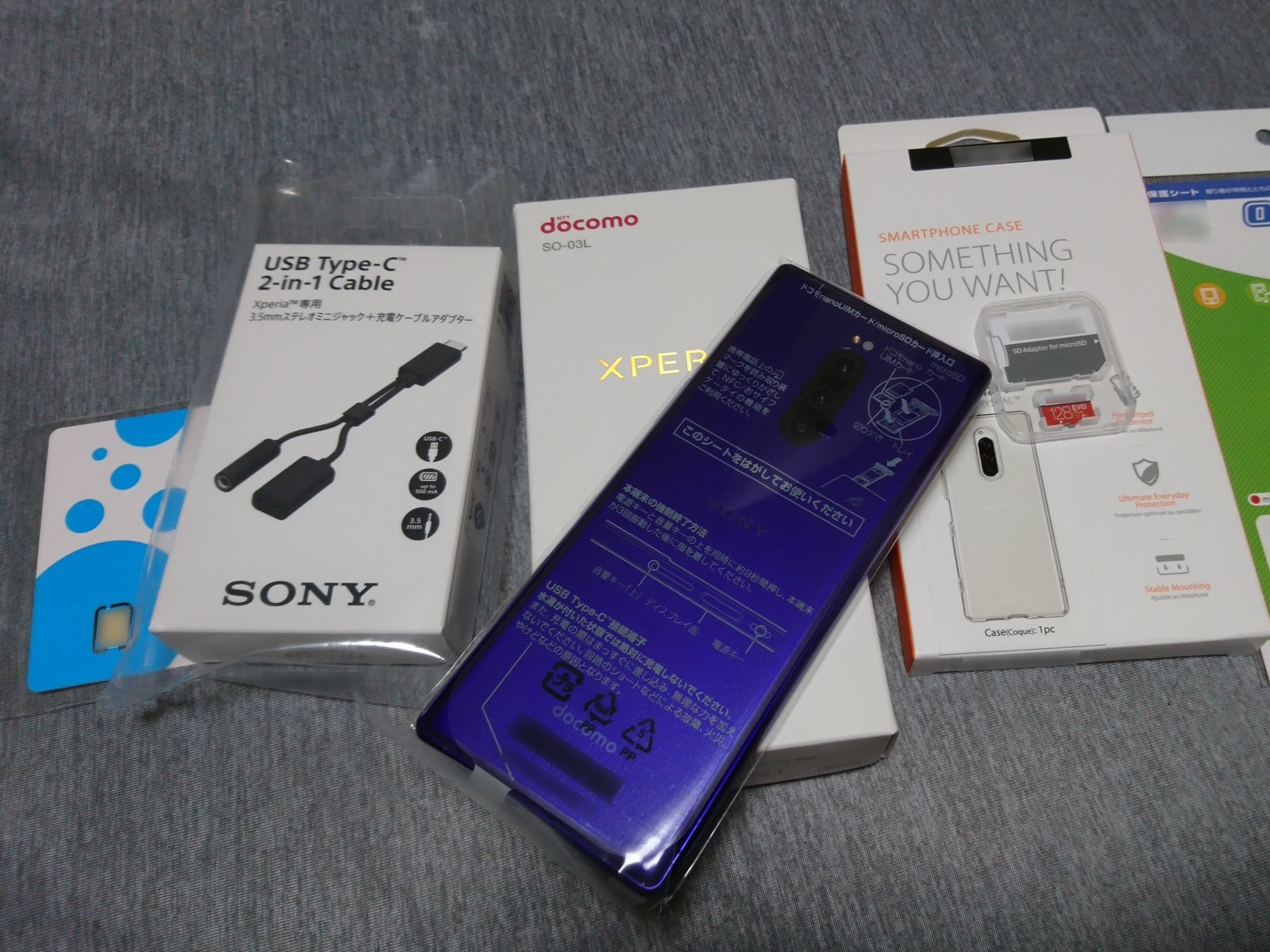
Задня частина нещодавно придбаного Sony Xperia 1 (модель SO-03L), показує потрійну камеру

Xperia 1 має покращену попередню камеру Motion Eye від XZ3 за допомогою першої системи камер із потрійним об’єктивом від Sony. Він складається з основного датчика 12,2 Мп 1/2,55" Exmor RS for mobile двофотодіодного датчика (2PD) із стекуванням пам'яті, датчик з 1,4 мкм за апертурою f/1,6, «звичайним широким» об'єктивом 26 мм; другий 12 МП 1/3,4-дюймовий датчик RGB з 1,0 мкм за діафрагмою f/2,4, об’єктивом 52 мм і 2-кратним оптичним зумом для «телефото»; і третій 12-мегапіксельний 1/3,4" RGB-датчик із 1,0 мкм, розташований за діафрагмою f/2,4, 16 мм 130° «надширококутний» об'єктив. Вони поєднані з датчиком колірного спектру RGBC-IR, який допомагає встановлювати баланс білого для камери, надаючи додаткові світлові дані про навколишні умови сцени, і одного світлодіодного спалаху. Фронтальна селфі-камера має 1/4" 8-мегапіксельний сенсор з об'єктивом f/2.0 і SteadyShot з інтелектуальним активним режимом (5-осьова стабілізація).
Xperia 1 здатний записувати відео 4K HDR, а два датчики (основний і телефото) мають оптичну стабілізацію, що вперше для пристрою Xperia, який отримав назву Optical SteadyShot. Він має інтелектуальний активний режим, де він працює разом зі стандартним електронним SteadyShot (5-осьовий EIS + OIS) для кращої стабілізації відео. Ексклюзивним для Xperia 1 є модуль обробки зображень BIONZ X for mobile, запозичений у професійних камер Sony Alpha. Це привносить технології Alpha для професійної камери в лінійку Xperia для більш професійного підходу до мобільної фотографії. 
Першим і унікальним для Xperia 1 є новий, fast Eye AF. Це інтелектуальна система фокусування, яка фокусується та фіксується в оці об’єкта для точного відстеження. Він може точно розрахувати та виміряти відстань об’єкта, який він в даний момент відстежує, від пристрою, а також за допомогою машинного навчання може також запам’ятати око конкретної людини, якщо він/вона був заблокований оглядом або переміщений на деякий час з кадру. а потім назад.
Додатковою функцією камери є Cinema Pro, програма для відеозйомки, розроблена у співпраці з підрозділом Sony CineAlta і прямо орієнтована на ентузіастів кінематографа. Інші унікальні функції камери Xperia 1 включають серію автофокусу зі швидкістю до 10 fps відстеження AF/AE, прогнозний гібридний автофокус, затвор із захистом від спотворень і запис файлів зображень RAW із зменшенням шуму.
У Xperia 1 також є функція Predictive Capture. Коли камера виявляє швидкий рух, камера автоматично робить максимум чотири фотографії до натискання кнопки спуску затвора, а потім дозволяє користувачеві вибрати найкращу. Це робиться без будь-якого втручання користувача і можливо завдяки тому ж вбудованому чипу DRAM на сенсорі зображення, що використовується для зйомки суперповільного відео зі швидкістю 960 fps.

### Батарея
Xperia 1 живиться від незнімної літій-іонної батареї ємністю 3330 мАг. Заряджання та передача даних здійснюється через порт USB-C 3.1 з підтримкою USB Power Delivery. Він також має вбудовану технологію адаптивної зарядки Qnovo, яка дозволяє пристрою контролювати електрохімічні процеси в елементі в режимі реального часу і відповідно налаштовувати параметри зарядки, щоб мінімізувати пошкодження елемента і продовжити термін служби акумулятора.

#### Battery Care
Xperia 1 також оснащений Battery Care, власним алгоритмом зарядки Sony, який керує процесом заряджання телефону за допомогою машинного навчання. Він розпізнає звички користувача щодо заряджання протягом певного періоду та автоматично підлаштовується під схему, наприклад, заряд протягом ночі, зупиняючи початкову зарядку приблизно до 80–90 відсотків, а потім продовжуючи її до повного завершення з того місця, де вона зупинилася наступного дня. Це ефективно запобігає непотрібному пошкодженню елементів батареї від надмірного тепла та струму через перезаряд, що ще більше збільшує термін служби батареї.

### Аудіо та інтерфейси
У Xperia 1, як і у Xperia XZ2, стандартний аудіороз’єм 3,5 мм відсутній. Натомість, було покращено бездротове підключення аудіо разом із LDAC, технологією кодування аудіо, розробленою власноруч компанією Sony, яка присутня в проекті з відкритим вихідним кодом Android , що дозволяє передавати 24-розрядні файли. Аудіовміст високої роздільної здатності/96 кГц (Hi-Res) через Bluetooth зі швидкістю до 990 кбіт/с, що втричі швидше, ніж звичайні кодеки потокового аудіо, на сумісні аудіопристрої. Він також оснащений Dolby Atmos для кращого відтворення звуку.
Інші варіанти підключення включають Bluetooth 5 з aptX HD і Low Energy, NFC, антени 4x4 MIMO для швидкого Wi-Fi і швидкості вивантаження/завантаження стільникового зв’язку, дводіапазонний Wi-Fi a/b/g/n/ac, Wi-Fi Direct, DLNA, GPS (з A-GPS), Галілео, GLONASS, і Бейдоу. Xperia 1, як і більшість смартфонів високого класу, не має FM-радіо.

### Програмне забезпечення
Sony Xperia 1 випущено з операційною системою Android 9.0 «Pie», а також режимами економії заряду акумулятора Smart Stamina та власними мультимедійними додатками Sony. Смартфон має вдосконалену систему Side Sense. Він працює через пару чутливих до дотику областей з обох боків телефону. Натискання або ковзання запускають різні дії, встановлені користувачем, більшість з яких можна налаштувати, включаючи чутливість зон дотику. Іншою функцією Side Sense є ярлик Pair, який після запуску з вікна Side Sense миттєво запускає налаштування розділеного екрана з вибраною парою програм, які можна налаштувати користувачем. У грудні 2019 року Sony почала випуск Android 10 для Xperia 1.